# Тени прошлого
«Тени прошлого» (англ. Ethoria’s Chronicles: Shadows of the Past) — роман российского писателя-фантаста Михаила Костина, обладателя премии «Серебряная стрела», написанный в жанре фэнтези. «Тени прошлого» — первая книга в цикле романов «Хроники Этории».

## История создания
В основу книги лег рассказ, который автор начал писать на английском языке в городе Де-Мойн (штат Айова, США), в ночь с 21 на 22 ноября 1999 года. Закончив учёбу в Америке, Костин вернулся в Москву и продолжил дописывать, переписывать и редактировать всё то, что накопилось. Итогом его работы стала публикация в США в 2003 году романа под названием «Ethoria’s Chronicles: Shadows of the Past».
В России книга была опубликована в 2007 году. Издательский дом «Радуга» выпустил произведение под новым названием «Охота на избранного».
Спустя семь лет, в 2014 году, в рамках проекта «Книма» Эрика Брегиса, главного редактора издательства «Снежный Ком», роман обрёл новую жизнь под своим оригинальным названием «Хроники Этории. Тени прошлого».

## Сюжет
Дарольд Ллойд — юноша, живущий в городе Виллон, — начинает видеть необычные сны: в них присутствуют волшебство и магия, то, чего уже давно нет в его мире. Спустя, какое-то врем такие сны приходят и к его друзьям, в них они все вместе сражаются со злом. Реальность этих видений поражает, поэтому, когда Дарольда посещает сон, в котором странные люди атакуют караван его отца, а самого отца и брата похищают, при этом в реальном мире так же приходит известие о пропаже каравана, он вместе со своими друзьями отправляется на поиски.
Перешагнув порог родного дома, Дарольд перестаёт быть обычным шестнадцатилетним юношей. Ему открываются вековые тайны, он попадает в круговорот событий, где понимает, что пропажа его отца и брата — это всего лишь одна маленькая деталь страшной игры, которую затеяли тёмные силы. Вскоре он узнает, что его видения не случайны и что грядут суровые времена, которые грозят навсегда изменить жизнь всех обитателей Этории. Согласно древним преданиям, только Избранный сможет спасти мир. Враги знают об этом и объявили охоту на Избранного.
Жизнь Дарольда наполняется загадками и вопросами, весь его путь сопряжён с опасностью. Вместе с друзьями Дарольд пытается спасти своё королевство, ему нужно найти отца с братом, а также Избранного, раньше, чем это сделают приспешники главного врага — Господина древности.

## Основные персонажи
- Дарольд Ллойд — главный герой, юноша 16 лет, живущий в городе Виллон, самый младший из сыновей. Занят в семейном деле — следит за порядком в конюшне.
- Айк Андерс — друг Дарольда Ллойда. Сын местного гробовщика Арриса Андерса. Знаком с Дарольдом с самого детства. Ему 16 лет. Живёт в Виллоне. Отличается острым умом и парой быстрых кулаков.
- Роб Ард — друг Дарольда Ллойда. Ему 17 лет, он живёт в Виллоне. У его отца небольшая сырная лавка. Самый младший из шести сыновей. Сильный, ловкий, смелый — настоящий боец.
- Арк Аклендо — друг Дарольда Ллойда. Ему 17 лет. Вместе с матерью он живёт на окраине Виллона. Необычно сообразительный, вежливый, воспитанный, наделён даром проницательности.
- Рик Ллойд — брат Дарольда. В одном из снов Дарольд увидел его во главе войска в облачении рыцаря в золотых доспехах.
- Минар Эмиль — оруженосец сира Рона. Хороший следопыт и отважный солдат. Отправлен сиром Роном в помощь Дарольду Ллойду и его друзьям.
- А-ти-фрай-муртер-итэя (сокр. А-ти) — волшебница, представительница расы аалов, килшари четвёртого Шиари клана Лор-Элиаса. Она обитает в городе Аркер-сом-Грой в Великом лесу. Её соправитель — дишари А-кар.
- Джам Огарский, сир — второй капитан сира Тэма. Младший из трех братьев сира Римдора, владевшего землями в северной части Буа.
- Элсон Риан — наёмный солдат, представляется слугой купеческих гильдий Азора. Южанин. Работает на учёного мужа из Азора — Ревора Ренуара. Дарольд и его друзья спасли Элсону жизнь.

- Брюн Ллойд — отец Дарольда, опытный торговец. Был похищен при сопровождении своего каравана.
- Эйв Ллойд — брат Дарольда, мастер по резьбе из дерева, мечтает поступить в Академию ремесла и дерева. Был похищен при сопровождении каравана отца.
- Рон Сиронский, сир — сеньор Пуронской области Буа, рыцарь королевства Нордении. Слуга герцога Буаского и верный подданный короля Филиппа I. Его имение насчитывает несколько деревень и городов, включая Сирон и Виллон.
- Ирк Мудрый — старик-отшельник, владеет древним языком уру.
- Раткер — наёмник из Бонвиля, собрал банду из местных разбойников и наёмников с юга. За убийство парня из южного города Виллона намеревался получить двадцать серебряных монет от таинственного заказчика.
- Тэм, сир — герцог Буа в звании королевского капитана, принадлежит к рыцарям старшего поколения.
- Арли Эрбис — сын Ролла Эрбиса, благородного графа Лорандии и правителя города Оренсия. Дарольд и его друзья спасли жизнь Арли.
- Азмал — предполагаемый слуга алавантаров в Нордении, в обязанность которого входит вербовка наёмников и новых послушников.
- Энтон — владелец трактира «Летящая птица» в Бонвиле — места, где любят собираться всякие подозрительные личности.
- Мэт Айтфильд — помощник капитана второго уровня, офицер гарнизона герцога Пулийского, занимающийся всеми посланиями и депешами, приходящими в замок.
- Сигнум, сир — первый капитан второго уровня в замке герцога Пули.
- Шеф Хак — начальника городской стражи в Пули, следит за порядком в порту.
- Ларк — помощник начальника городской стражи в Пули.
- Россо — сержант пограничных легионов, командир заставы и слуга графа Эрбиса, правителя Оренсии.
- Симодумо Гапо — главный хранитель имения графа Оренсии, имеет благородные корни, обзавелся большим количеством союзников среди соседей.
- Зурос, сир — верховный правитель Пуно, принадлежит к рыцарям старшего поколения.
- Тазар-Ор-Рак — предполагаемый вождь алавантаров в Нордении. Служит Господину древности.
- Аромун Лиросу — родом из деревни Муро в Лордании, которую сожгли по приказу старого графа. Поговаривают, что в он вырезал семейство графа, никого не пощадив. Числится убийцей, бандитом и беглецом.
- Лиор Бургуньонский, сир — одни из племянников короля, его многочисленные скандальные приключения и склонность к мошенничеству снискали ему кличку Царственный Лис.
- Ревор Ренуар — он же Рэй’ноланд Ми Ноири, учёный из города Азор.
- Генерал Ритц — наёмник, солдат, авантюрист, обитает в городе Азор.
- Орис Лександро де Жафин — самый богатый торговец в Азоре, член Шафрановой купеческой гильдии и попечитель совета добродетелей.
- Адим, сир — молодой рыцарь.
- Ртэм — старый вояка, сопровождающий Сира Адима.
- Леди Кафир — супруга сира Рона, дочь Сира Симиорса.
- Хур Бэррон, сир —сын знаменитого рыцаря Бэррона, семья которого владела небольшим имением на юго-западе Буа, на границе с Весталией.
- Энее Руса — начальник стражи в гарнизоне у сира Бэррона.
- Рулио — торговец из Нордении.

## Значимые места

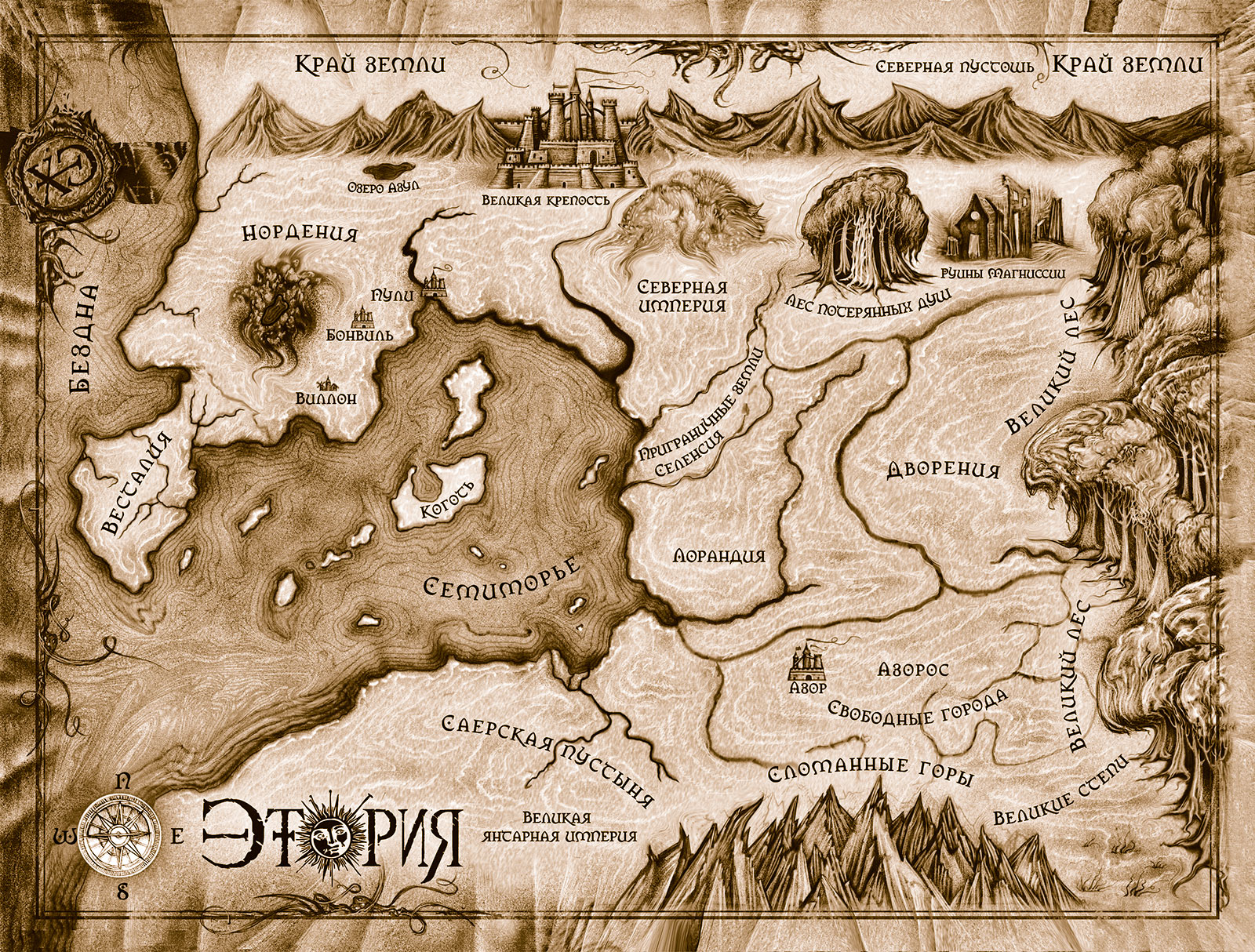
Карта Этории

- Виллон — родной город Дарольда Ллойда и его друзей, который они покинули в поисках пропавшего каравана.
- Сирон — маленький невзрачный городок. Те, кто приезжает сюда, интересуются не столько городом, сколько крепостью. Прочно построенная, цитадель сира Рона состоит из четырёх башен и двух рядов стен. Наружная представляет собой частокол, а внутренняя сложена из дикого камня. Ворота, тоже двойные, находятся в южной части крепости. Особенно поражают огромные тяжелые створки, обитые железом, и усеянная шипами решетка.
  - «Куколка» — трактир, где можно переночевать.
- Лулион — место, где последний раз видели караван Брюна Ллойда. Маленькая и чистая деревенька. Около двадцати домов, стоящие в ряд по одну сторону дороги, по другую — раскинулись сады.
  - Трактир с непонятным названием, хозяином которого является Итэр из Нуара.
- К востоку от Лулиона располагается маленькое поселение, принадлежащее Ордену духов.
- Вейрон — маленькая деревенька, стоящая на берегу речушки под названием Сестрины Волосы, тихая гавань для местных фермеров и торговцев.
  - «Золотая утка» — таверна, где по вечерам собираются деревенские жители, окрестные фермеры и все те, кто хочет послушать свежие слухи и сплетни.
- Бонвиль — провинциальная столица с высокими башнями, могучими стенами, людными улицами, богатыми торговыми лавками, особняками и парками. Отдельное восхищение вызывает герцогский замок, гордо вознесшийся над крышами домов, почти теряясь в плотной серой дымке, нависшей над разноцветными штандартами.
  - Трактир «Храбрый рыцарь» — приличное недорогое место, где неплохо кормят и можно переночевать.
  - Пивная «Грязная кошка» — маленькое покосившееся таверна с грубо намалеванной надписью «Грязная кошка», место с сомнительной репутацией.
  - Харчевня «Летящая птица» — удручающего вида сплющенное между двумя складами двухэтажное строение. Местечко наименее привлекательное из всех подобных в городе, является пристанищем подозрительных личностей.
- Пули — большой портовый город. На самом верху высокого холма, стоит могучий замок герцога — массивное сооружение из белого камня. Чуть ниже, на склонах расположились не менее величественные дворцы и особняки местной знати, а у подножия горы, вдоль берега, раскинулся обнесенный стеной Нижний город, где жизнь не замирает ни на минуту. Пули делится на четыре района — замок, Верхний город, Нижний город и порт.
  - Трактир «Пять звезд» — приличное, чистое и честное место под управлением Лика.
- Сандир — приграничное поселение. Дома здесь из камня и глины, с крышами из щепы. В то время как большие здания стоят в гордом одиночестве, домики поменьше соединяются деревянными дорожками разной длины, над которыми обустроены дощатые навесы, что позволяет жителям ходить по улицам, не опасаясь ни дождя, ни снега. На центральной площади — небольшой рынок. Там же расположились постоялые дворы и всякого рода питейные заведения.
  - Таверна «Серебряный ворон» — место с хорошей кухней.
- Муриор — деревня, с одной единственной гостиницей, которая в свою очередь напоминает обычный сарай.
- Оренсия — город в северной части Лорандии, находящийся за бревенчатой оградой и воротами с причудливым орнаментом, который состоит преимущественно из каменных строений, мощёных улиц и домов с разноцветными крышами.
- Луке — крохотное поселение, где частенько останавливаются «чёрные торговцы», тёмные личности, готовые за некую сумму переправить кого угодно в Азорос без лишних вопросов.
- Лорал — городок, одно из лучших мест для отдыха со славной едой. В черте города располагаются небольшие цитадели. Ни одна из них, конечно, не может сравниться с могучими крепостями сеньоров Нордении, но все же они достаточно внушительные, чтобы их жители могли чувствовать себя в безопасности в тревожные времена. Между их высокими стенами раскинулся сам город с тесно поставленными домами, бульварами и переулками. На площадях пестрят ярмарки.

## Подполье
- Змеиные укусы — банда наёмников из Свободных городов.
- Серебряные солнца — банда наёмников из Азора.

## Артефакты
- Книга, найденная в Ордене духов. На кожаной обложке выгравирована картинка — мужчина в длинном одеянии, стоящий рядом со стройным деревом с широко раскинутыми ветвями без листьев. Уголки книжки укреплены потемневшим серебром, а в центре расположен металлический замок. Страницы тонкие, слегка пожелтевшие, все исписаны темно-синими чернилами. Предположительно записи делались на древнем языке — уру. По мнению нашедших её героев — эта книга таит в себе ключ к сохранению Этории.

## Периоды
- 1215 год Второй эпохи Новой эры — начало путешествия Дарольда.

## Пророчества
— О возвращении Господина древности и о новой великой войне: «…Во льдах далёкого севера возродится старая сила, её единственная цель — захватить власть над миром. Питаясь хаосом и кровью, она преодолеет все преграды, и имя той силе — Великий Господин Древности».

— Об Избранном. В 1220 год второй эпохи новой эры придёт Избранный, тот, кто может защитить мир. Герой этот поднимется из рядов смертных, но будет обладать неведомыми магическими силами. Он соберёт свою армию и преградит путь хаосу и разрушениям.

— О возвращении дааров. Будущее лежит в руках жителей поверхности. Только жители поверхности могут быть посланцами, и только они смогут пройти сквозь Тарлоссер (Дом света) и открыть путь к солнцу.

## Легенда о Господине древности
Господин древности — так аалы назвали предвадителя Северной орды. Предполагается, что «Господин древности» — Алин, Отвергнутый хранитель.
Давным-давно, задолго до появления людей, мир принадлежал великой древней расе магов. Они называли себя «хранителями» и правили миром многие тысячи лет. Они бы правили и дальше, но их цивилизацию уничтожила разрушительная гражданская война. Детали того конфликта малоизвестны, но есть предположение, что виной всему стал внутренний спор между двумя группами магов. Одни считали, что магические силы должны использоваться для сохранения гармонии и жизненного баланса, другие же хотели направить силы магии на построение нового, совершенного мира, без печали, страданий и боли. В какой-то момент к сторонникам идеи «нового» примкнул некий хранитель по имени Алин. Он уговорил соратников перейти от дебатов к действиям и обрушил на мир смертоносную магическую энергию, искажая и меняя все вокруг себя.

Остальные хранители попытались остановить Алина, но это оказалось непросто. Мятежный маг обладал невероятными возможностями, а его магические познания пугали даже самых именитых из хранителей. Война продлилась многие годы. В конце концов бунтовщики потерпели поражение, их твердыни оказались разрушены, источники магии опустошены. Сам Алин был пленён. Его лишили всех имен и званий и отправили в вечную ссылку на ледяные равнины севера, которые хранители заперли высокими горами Края Земли.

## Факты
- Главного героя в «Охоте на избранного» звали Мишук Ллойд, а не Дарольд Ллойд[4].
- Выпущенная в 2004 году книга «Ethoria’s Chronicles: Shadows of the Past» попала в 24 библиотечных фонда по всему миру[6].